# Country-Musik 2014
Die Liste bietet eine Übersicht über das Jahr 2014 im Genre Country-Musik.

## Top Hits des Jahres

### Year-End-Charts
Dies ist die Top 10 der Year-End-Charts, die vom Billboard-Magazin erhoben wurde.
- This Is How We Roll – Florida Georgia Line feat. Luke Bryan
- Burnin' It Down – Jason Aldean
- Dirt – Florida Georgia Line
- Bottoms Up – Brantley Gilbert
- Play It Again – Luke Bryan
- American Kids – Kenny Chesney
- Bartender – Lady Antebellum
- Drunk on a Plane – Dierks Bentley
- Leave The Night On – Sam Hunt
- Somethin' Bad – Miranda Lambert & Carrie Underwood

### Nummer-1-Hits
Die folgende Liste umfasst die Nummer-eins-Hits der Billboard Hot Country Songs des US-amerikanischen Musikmagazines Billboard chronologisch nach Wochenplatzierung.
- seit 14. Dezember 2013 – Stay – Florida Georgia Line
- 25. Januar – Drink a Beer – Luke Bryan
- 1. März – Chillin' It – Cole Swindell
- 15. März – Bottoms Up – Brantley Gilbert
- 29. März – This Is How We Roll –  Florida Georgia Line feat. Luke Bryan
- 26. April – Play It Again – Luke Bryan
- 12. Juli – Somethin' Bad – Miranda Lambert & Carrie Underwood
- 19. Juli – Beachin‘ – Jake Owen
- 26. Juli – Dirt – Florida Georgia Line
- 9. August – Burnin' It Down – Jason Aldean
- 15. November – Leave The Night On – Sam Hunt
- 22. November – Something in the Water – Carrie Underwood
- 13. Dezember – Shotgun Rider – Tim McGraw

## Alben

### Year-End-Charts
Dies ist die Top 10 der Year-End-Charts, die vom Billboard-Magazin erhoben wurde.
- Crash My Party – Luke Bryan
- Blame It All On My Roots: Five Decades Of Influences – Garth Brooks
- Here's To The Good Times – Florida Georgia Line
- The Outsiders – Eric Church
- Just As I Am – Brantley Gilbert
- Duck The Halls: A Robertson Family Christmas – The Robertsons
- Old Boots, New Dirt – Jason Aldean
- Platinum – Miranda Lambert
- Based On A True Story... – Blake Shelton
- Anything Goes – Florida Georgia Line

### Nummer-1-Alben
Die folgende Liste umfasst die Nummer-eins-Hits der Billboard Top Country Albums des US-amerikanischen Musikmagazines Billboard chronologisch nach Wochenplatzierung.
- seit 28. Dezember 2013 – Blame It All on My Roots: Five Decades of Influences – Garth Brooks
- 18. Januar – Crash My Party – Luke Bryan
- 25. Januar – Here's to the Good Times – Florida Georgia Line
- 1. Februar – That Girl – Jennifer Nettles
- 15. Februar – Same Trailer Different Park – Kacey Musgraves
- 1. März – The Outsiders – Eric Church
- 15. März – Riser – Dierks Bentley
- 22. März – 10.000 Towns – Eli Young Band
- 29. März – Spring Break 6...Like We Ain't Ever – Luke Bryan
- 12. April – Out Among the Stars – Johnny Cash
- 19. April – Where It All Began – Dan + Shay
- 26. April – Everlasting – Martina McBride
- 24. Mai – Storyline – Hunter Hayes
- 31. Mai – Rewind – Rascal Flatts
- 7. Juni – Just as I Am – Brantley Gilbert
- 21. Juni – Platinum – Miranda Lambert
- 5. Juli – Band of Brothers – Willie Nelson
- 2. August – Based On A True Story... – Blake Shelton
- 6. September – Ignite the Night – Chase Rice
- 13. September – Moonshine in the Trunk – Brad Paisley
- 27. September – I Don't Dance – Lee Brice
- 4. Oktober – Sundown Heaven Town – Tim McGraw
- 11. Oktober – The Big Revival – Kenny Chesney
- 18. Oktober – Bringing Back the Sunshine – Blake Shelton
- 25. Oktober – Old Boots, New Dirt – Jason Aldean
- 1. November – Anything Goes – Florida Georgie Line
- 15. November – Montevallo – Sam Hunt
- 29. November – Man Against Machine – Garth Brooks

## Gestorben
- 3. Januar – Phil Everly
- 3. April – Arthur „Guitar Boogie“ Smith
- 11. April – Jesse Winchester
- 19. April – Kevin Sharp
- 24. April – Lee Dresser
- 21. Juni – Jimmy C. Newman
- 17. September – George Hamilton IV.
- 11. Dezember – Dawn Sears
- 30. Dezember – Cisco Berndt

## Neue Mitglieder der Hall of Fames

### Country Music Hall of Fame
- Hank Cochran
- Mac Wiseman
- Ronnie Milsap[4]

### International Bluegrass Music Hall of Fame
- Neil Rosenberg
- The Seldom Scene

### Nashville Songwriters Hall of Fame
- John Anderson
- Paul Craft
- Tom Douglas
- Gretchen Peters[5]

## Die wichtigsten Auszeichnungen

### Grammys
- Beste Country-Solodarbietung (Best Country Solo Performance) – Wagon Wheel, Darius Rucker
- Beste Countrydarbietung eines Duos oder einer Gruppe (Best Country Duo/Group Performance) –  From This Valley, The Civil Wars
- Bester Countrysong (Best Country Song) – Merry Go 'Round, Kacey Musgraves (Autoren: Shane McAnally, Kacey Musgraves, Josh Osborne)
- Bestes Countryalbum (Best Country Album) – Same Trailer, Kacey Musgraves
- Bestes Bluegrass Album (Best Bluegrass Album) – The Streets of Baltimore – Del McCoury Band[6]

### ARIA Awards
- Best Country Album – Bittersweet – Kasey Chambers[7]

### Billboard Music Awards
- Top Country Song – Cruise – Florida Georgia Line feat. Nelly
- Top Country Artist – Luke Bryan
- Top Country Album –  Crash My Party – Luke Bryan[8]

### Country Music Association Awards
- Entertainer of the Year – Luke Bryan
- Song of the Year – Follow Your Arrow, Kacey Musgraves, Shane McAnally, Brandy Clark
- Single of the Year – Automatic – Miranda Lambert
- Album of the Year – Platinum – Miranda Lambert
- Male Vocalist of the Year – Blake Shelton
- Female Vocalist of the Year – Miranda Lambert
- Vocal Duo of the Year – Florida Georgia Line
- Vocal Group of the Year – Little Big Town
- Musician of the Year – Mac McAnally
- New Artist of the Year – Brett Eldredge
- Musical Event of the Year – We Were Us (Keith Urban mit Miranda Lambert)
- Music Video of the Year – Drunk on a Plane – Dierks Bentley[9]

### Academy of Country Music Awards
- Entertainer of the Year – George Strait
- Female Vocalist of the Year – Miranda Lambert
- Male Vocalist of the Year – Jason Aldean
- Vocal Duo of the Year – Florida Georgia Line
- Vocal Group of the Year – The Band Perry
- New Artist of the Year – Justin Moore
- Album of the Year – Same Trailer Different Park von Kacey Musgraves
- Single Record of the Year – Mama’s Broken Heart von Miranda Lambert
- Song of the Year – I Drive Your Truck von Lee Brice – Autoren: Connie Harrington, Jessi Alexander, Jimmy Yeary
- Video of the Year – Highway Don’t Care von Tim McGraw, Taylor Swift & Keith Urban
- Vocal Event of the Year – We Were Us von Keith Urban & Miranda Lambert
- Songwriter of the Year – Shane McAnally[10]

### American Music Awards
- Favorite Country Male Artist – Luke Bryan
- Favorite Country Female Artist – Carrie Underwood
- Favorite Country Band/Duo/Group – Florida Georgia Line
- Favorite Country Album – Just as I Am – Brantley Gilbert[11]